# 아자이드화 납(II)
아자이드화납(II)(Lead(II) azide)은 화학식 Pb(N
3)
2을 갖는 무기 화합물이다. 폭발성이 있다. 신관에서 2차 폭발물을 개시하기 위해 사용된다. 상업적으로 사용 가능한 형태의 경우 흰색~담황색의 가루로 되어 있다.

## 준비
액체 상태의 질산 납(II)과 아자이드화 나트륨을 반응시켜 준비한다. 아세트산 납 (II)을 사용할 수도 있다.
침전되는 산물의 안정화를 위해 용액에 덱스트린이나 폴리바이닐 알코올 등을 첨가하기도 한다. 사실상 민감도를 낮추는 덱스트린화 용액으로 선적된다.

## 생산 역사
순수 형태의 아자이드화납은 1891년 Theodor Curtius에 의해 처음 준비되었다.